# Берцо-Інферйоре
Берцо-Інферйоре (італ. Berzo Inferiore) — муніципалітет в Італії, у регіоні Ломбардія, провінція Брешія.
Берцо-Інферйоре розташоване на відстані близько 490 км на північ від Рима, 100 км на північний схід від Мілана, 50 км на північ від Брешії.
Населення — 2470 осіб (2014).

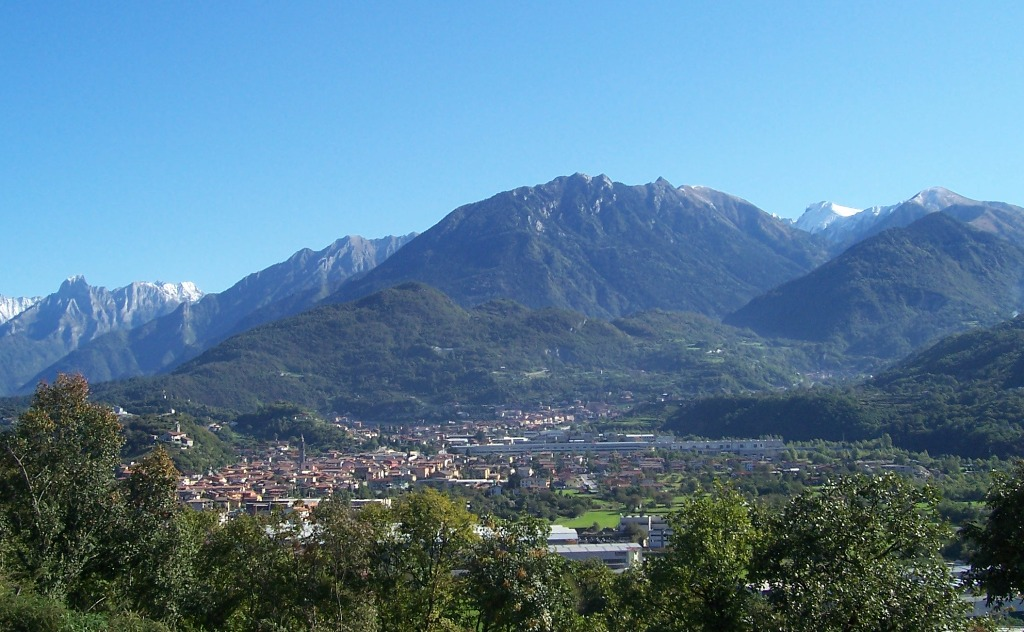

Щорічний фестиваль відбувається 3 березня, 24 вересня, 10 серпня. Покровитель — Beato Innocenzo da Berzo.

## Демографія
Населення за роками:

Станом на 1 січня 2023 року в муніципалітеті офіційно проживало 169 іноземців з 13 країн, серед них 48 громадян країн Євросоюзу та 5 громадян України.

## Сусідні муніципалітети
- Б'єнно
- Бовеньо
- Чивідате-Камуно
- Езіне